# 垂钩杜鹃
垂钩杜鹃（学名：Rhododendron unciferum）为杜鹃花科杜鹃花属下的一个种。

## 扩展阅读
維基物種上的相關：垂钩杜鹃